# Russisch-Österreichischer Türkenkrieg (1787–1792)
Ursache des Zweiten Russisch-Österreichischen Türkenkriegs von 1787–1792 war die Annexion der Krim durch Katharina II. Nachdem die russische Kaiserin den Ausbruch der Feindseligkeiten mit dem Osmanischen Reich provoziert hatte, gelang es ihr, einen Großteil der Kriegslasten ihrem Verbündeten, Kaiser Joseph II. des Heiligen Römischen Reiches, aufzubürden. Dessen allzu defensive Kriegführung führte zu schweren Verlusten. Später operierten die Armeen der verbündeten Kaiserhöfe erfolgreicher. Doch erwies sich Katharinas Kriegsziel, das Osmanische Reich zu zerschlagen, als unrealistisch. Österreich wurde von Preußen zum Ausscheiden aus dem Krieg und zur Rückgabe seiner Eroberungen gezwungen.
Der Russisch-Österreichische Türkenkrieg war verbunden mit dem Russisch-Schwedischen Krieg (1788–1790).

## Vorgeschichte
Nach dem Russisch-Türkischen Krieg von 1768–1774 war ein formell unabhängiges Khanat der Krimtataren entstanden. Sultan Abdülhamid I. (1774–1789) verfügte nur noch über religiöse Vorrechte in seiner Eigenschaft als Kalif (Oberhaupt der Muslime).

### Russlandreise JosephsII. (1780)
Kurz bevor Joseph II. die Staaten des Hauses Österreich erbte, reiste er 1780 nach Russland. In ihren Gesprächen mit ihm ließ Katharina II. durchblicken, dass sie das Byzantinische Reich erneuern und ihren einjährigen Enkel Konstantin als Kaiser in Konstantinopel einsetzen wolle. Dem Gast versuchte sie zu suggerieren, er könne sich an Rom und am Kirchenstaat schadlos halten.

### Bündnis mit KatharinaII. (1781)

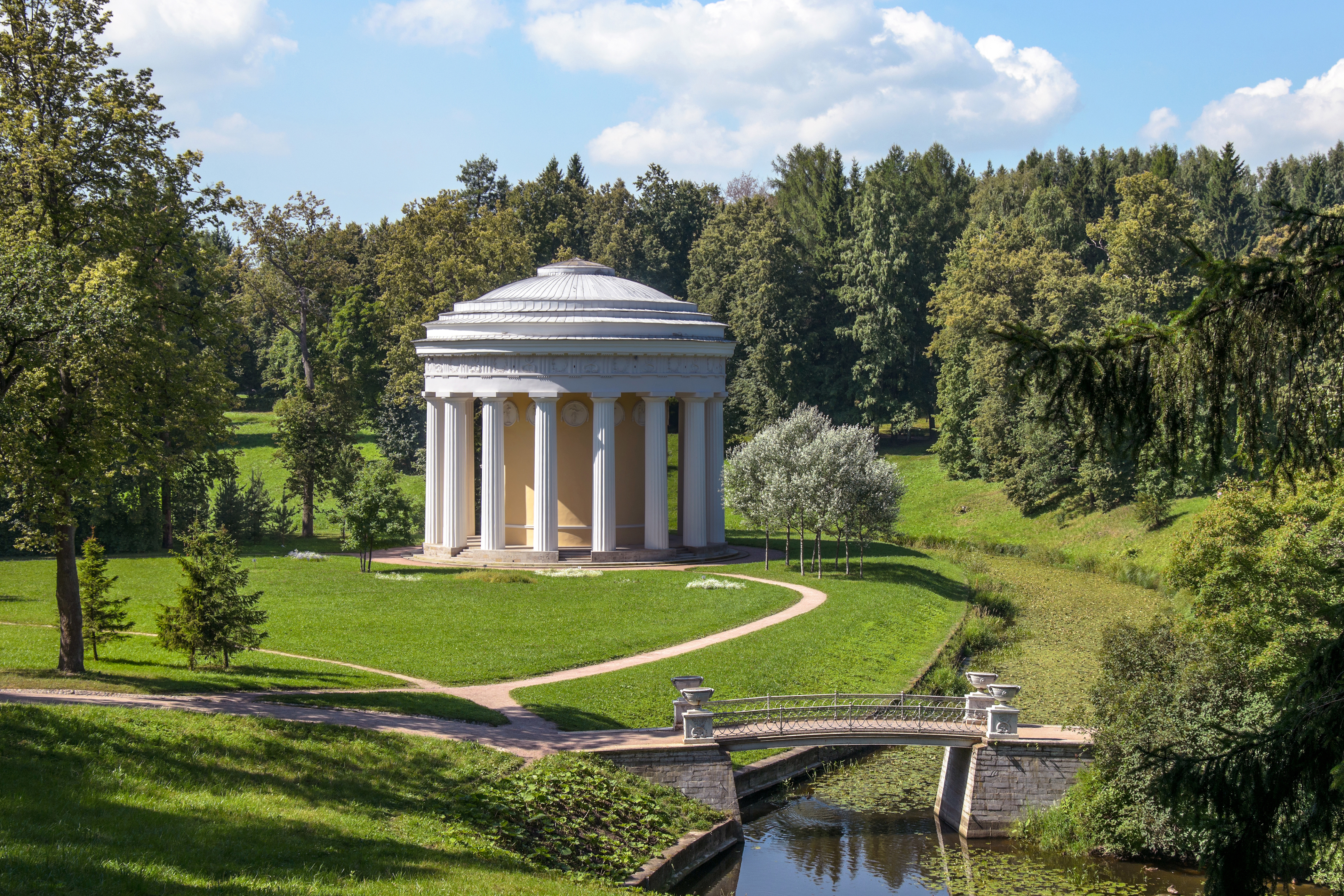
Tempel der Freundschaft in Pawlowsk, zu dem Joseph II. am 3. Juli 1780 den Grundstein legte.

Obwohl Joseph die Pläne der Kaiserin für Chimären hielt und ihren Absichten misstraute, schloss er 1781 ein geheimes Defensivbündnis mit ihr. Dies in der vergeblichen Hoffnung, mit Russlands Unterstützung Bayern erwerben zu können. Eine Rolle spielte möglicherweise auch, dass er von Katharinas Schwiegertochter Maria Fjodorowna (Sophia Dorothea von Württemberg) angetan war, die ihn auf ihrem Sommersitz Pawlowsk bei Sankt Petersburg den Grundstein zu einem Tempel der Freundschaft hatte legen lassen.

### MozartsEntführung aus dem Serail(1782)

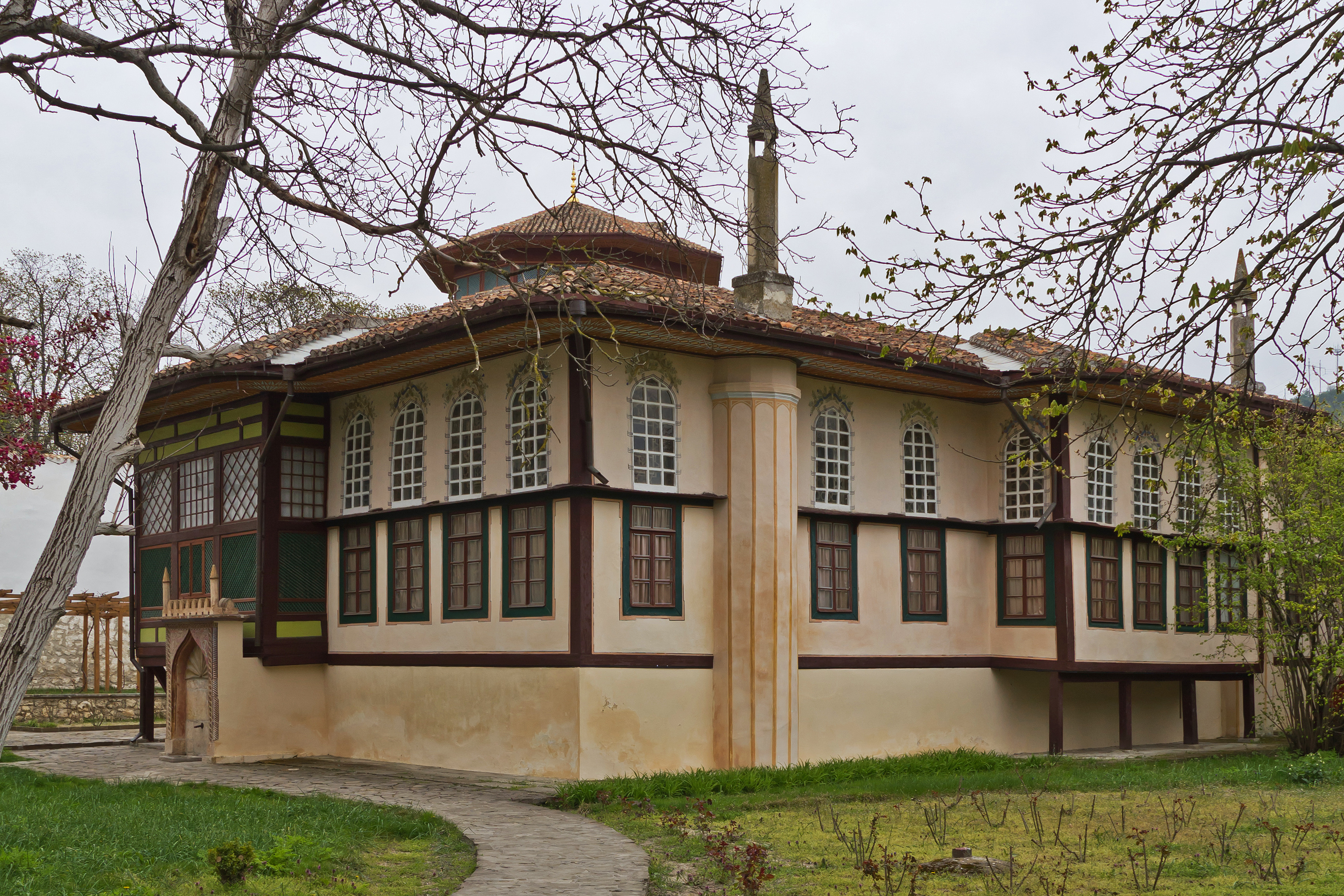
Harem im Palast des Khans
der Krim in Bachtschyssaraj,
das Katharina II. und Joseph II.
am 4./5. Mai 1787 besuchten.

1782 beauftragte der Kaiser Mozart mit der Komposition der Entführung aus dem Serail. Thema ist die in der Türkei praktizierte Sklaverei, genauer gesagt der Verkauf von Christinnen als Sexsklavinnen in die Serails türkischer Würdenträger. Die Figuren des grausamen Haremswächters Osmin und des menschlicher Regungen fähigen Bassas (Paschas) Selim vermitteln dabei ein differenziertes Bild der Türken, die von Josephs Mutter Maria Theresia noch als Verbündete betrachtet worden waren.

### Kriegsziele (1782)

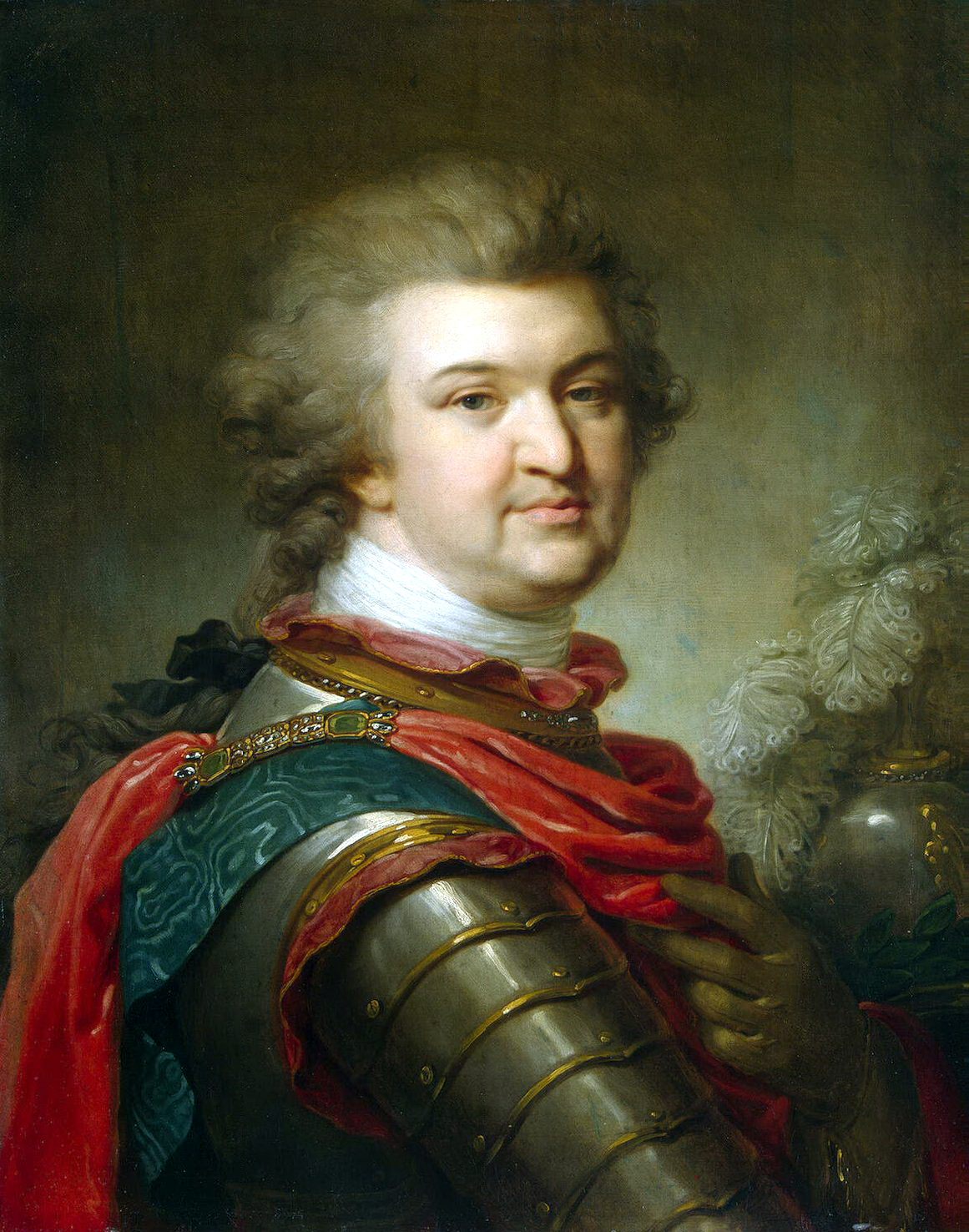
In historisierender Rüstung: Posthumes Bildnis Potjomkins, 1791 (Johann Baptist Lampi).

Kurz nach der Uraufführung des Singspiels im Burgtheater nahm Katharina II. angebliche Vertragsverletzungen der Türken zum Vorwand, dem Kaiser einen gemeinsamen Angriff auf das Osmanische Reich vorzuschlagen, wobei sie ihm einen Teil der Eroberungen versprach. Das „Griechische Projekt“ präsentierte sie nun in schriftlicher Form. Hinzugekommen war die Schaffung eines unabhängigen „Dakiens“. Katharina behielt für sich, dass sie diesen Satellitenstaat zum erblichen Eigentum ihres früheren Liebhabers Potjomkin (Potemkin) bestimmt hatte.
Joseph wollte keinen Krieg im Osten, der Österreichs Erzfeind Preußen erlaubt hätte, ihm in den Rücken zu fallen. Um Katharina nicht zu brüskieren, ging er aber auf den Teilungsplan ein. Er schlug vor, Frankreich als den wichtigsten Verbündeten der Türkei mit Ägypten abzufinden. Auch meldete er eigene Gebietsansprüche an: Chotyn (Ukraine), die Walachei westlich des Olt, einen Landstreifen beidseits der Donau von Nikopol (Bulgarien) an flussaufwärts, mit Widin (Bulgarien), Orsowa (Rumänien) und Belgrad, sowie das Gebiet westlich einer Linie von Belgrad zur Adria, einschließlich des Drin-Golfs (Albanien). Die Peloponnes, Kreta, Zypern und andere Inseln hätte er gerne mit Venedig gegen dessen Terraferma, Istrien und Dalmatien getauscht.

### Annexion der Krim (1783)
Der Kaiser mobilisierte über 100.000 Kroaten und 100.000 Mann seiner regulären Truppen. Weitere 180.000 Mann verblieben ihm in Böhmen, Mähren, Österreich und Galizien. Von April bis August inspizierte er die ganze 1500 km lange Grenze zwischen seinen Staaten und dem Osmanischen Reich. Diese Demonstration militärischer Bereitschaft ermöglichte es Potjomkin, die Krim zu annektieren. Als Vorwand dienten Familienstreitigkeiten der Khane. Der von Russland unterstützte Khan trat die Halbinsel an Katharina ab. Unmittelbar darauf begann Potjomkin mit dem Bau des Hafens Sewastopol für die russische Schwarzmeerflotte. Unter internationalem Druck musste Abdülhamid I. im Januar 1784 die Annexion der Krim anerkennen.

### Krimreise KatharinasII. (1787)

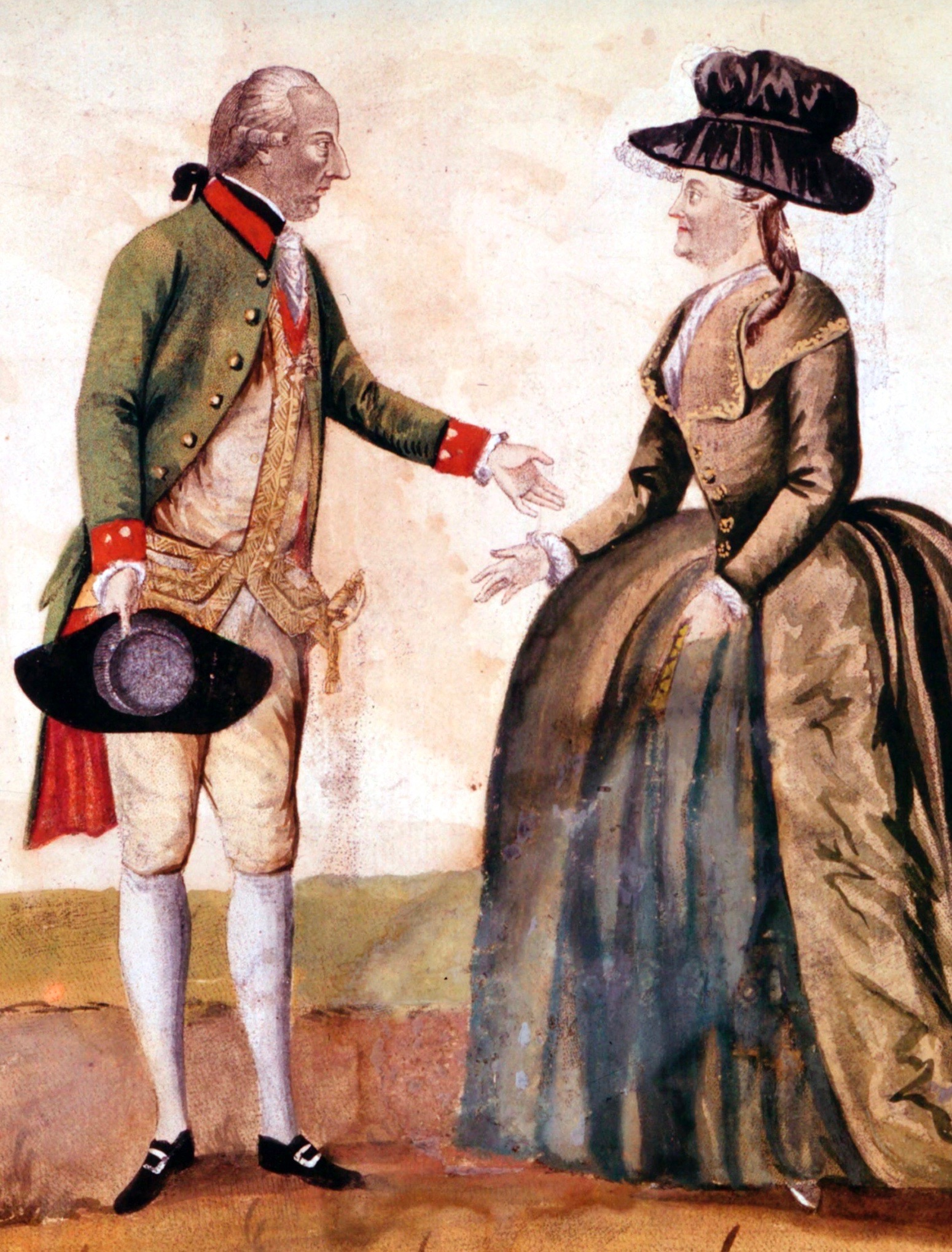
18. Mai 1787: Joseph II. und Katharina II. in Kodak (Hieronymus Löschenkohl).

Im Mai/Juni 1787 provozierte Katharina den Sultan erneut, indem sie sich mit großem Prunk persönlich auf die Krim und in die übrigen eroberten Gebiete am Schwarzen Meer begab. In Kodak am Dnepr (ukrainisch Dnipro) stieß Joseph II. zu der Reisegesellschaft. Erneut drängte die Kaiserin auf einen gemeinsamen Krieg gegen die Türkei. Der Zeitpunkt schien günstig, da von Preußen nach dem Tod Friedrichs II. keine Störung erwartet wurde.

## Kriegsverlauf

### Kriegserklärung der Türkei (1787)

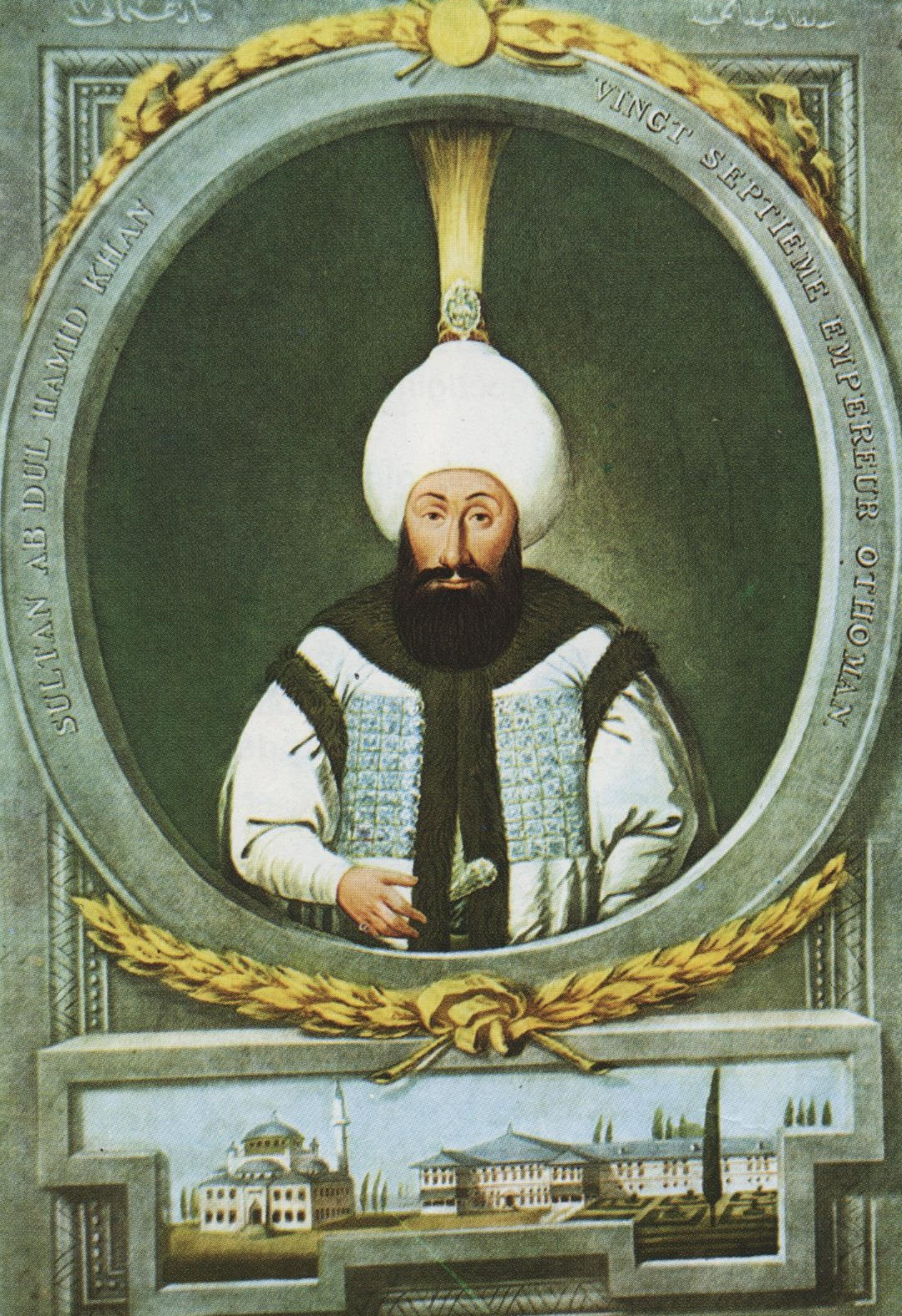
Sultan Abdülhamid I.

Das Osmanische Reich erhielt von Preußen und Großbritannien moralische, von Frankreich auch militärische Unterstützung. Eine Kriegspartei drängte gegen den anfänglichen Widerstand des Sultans zu einem Präventivschlag. Mitte August 1787 wurde Russland der Krieg erklärt. Alexander Suworow besiegte die an der Mündung des Dnjepr angelandeten Türken am 12. Oktober in der Schlacht von Kinburn. Die russische Schwarzmeerflotte hingegen wurde von einem Sturm außer Gefecht gesetzt.
Das Bündnis mit Katharina verpflichtete Joseph zum Beistand. Dabei hätte er sich um die Österreichischen Niederlande kümmern sollen, wo Geistlichkeit und Stände gegen seine Reformen Sturm liefen. Der Kaiser beschloss, einen Kordon von der Adria bis zum Dnister (polnisch Dniestr) zu bilden und diesen mit sechs Armeekorps zu decken. Dadurch überließ er dem Gegner die Initiative. Joseph stellte Kaunitz in diesem Zusammenhang die Frage, mit welchem Recht ein Souverän um unbedeutender Eroberungen willen seine Untertanen im Stich lassen könne, die ihn für ihren Schutz bezahlten. Einzig ein Präventivschlag gegen Belgrad war geplant, doch scheiterte dieser zunächst.

### Donaufront und Otschakow (1788)

Joseph II. in der Mitte seines Generalstabs (nach Martin Ferdinand Quadal, 1786)

Nachdem Joseph die Kriegserklärung an die Türkei bis in den Februar 1788 hinausgezögert hatte, inspizierte er zuerst den westlichen Teil des Kordons. Die Kaiserlichen marschierten auf der langen südlichen Front mit etwa 245.000 Mann auf, welche in fünf Gruppen aufgeteilt operierten.
Im April eroberte das slawonische Korps Šabac. Der Kaiser übernahm persönlich das Kommando der Hauptarmee, Feldmarschall von Lacy stand ihm als militärischer Berater zur Seite. Das kaiserliche Hauptquartier wurde von Petrovaradin (Peterwardein) nach Zemun (Semlin) vorverlegt. Damit lag es Belgrad gegenüber, dessen Belagerung sich aber als unerwartet zeitaufwendig erwies.
Rechts von der kaiserlichen Hauptarmee hatte das Kroatische Korps unter dem Feldmarschall-Leutnant (FML) De Vins in Bosnien einzudringen, während das Slawonische Korps unter FML Mittrowsky an der Una operierte und Novi Sad belagerte. Dabei wurde im Februar Burg Drežnik durch General Daniel von Peharnik-Hotkovich genommen. Die vom Feldzeugmeister Karl von Liechtenstein am 21. April 1788 begonnene Belagerung von Dubitza wurde am 26. wieder aufgehoben, der Fürst musste wieder über Unna zurückweichen.
Links von der Hauptarmee marschierte das Banater Korps unter FML Graf von Wartensleben auf, um den Donau-Abschnitt bei Orschowa in die Hand zu bekommen. Weiter im Osten sollte das Siebenbürgische Korps unter FML Fabris in die Walachei einfallen, während der Prinz von Sachsen-Coburg mit dem Galizischen Korps die Bestimmung hatte, die Grenzen Galiziens und der Bukowina zu decken. Coburg sollte mit der in der Moldau aufmarschierenden russischen Armee unter Marschall Rumjanzew-Sadunaiski die Verbindung herstellen. Jassy wurde am 19. April genommen, der moldauische Fürst Ypsilantis gefangen und ab Mai die Belagerung von Chotyn aufgenommen.
Die Russen besetzten im Juni die Moldau und besiegten im Mündungstrichter (Liman) des Dnjepr die türkische Flotte. doch veränderte sich im selben Monat die militärische Lage, indem Gustav III. von Schweden auf Drängen Großbritanniens und Preußens Russland den Krieg erklärte. Die Schweden bedrohten Kronstadt, das den Zugang nach Sankt Petersburg sicherte, mussten sich aber wegen Unruhen im eigenen Land vorerst zurückziehen.

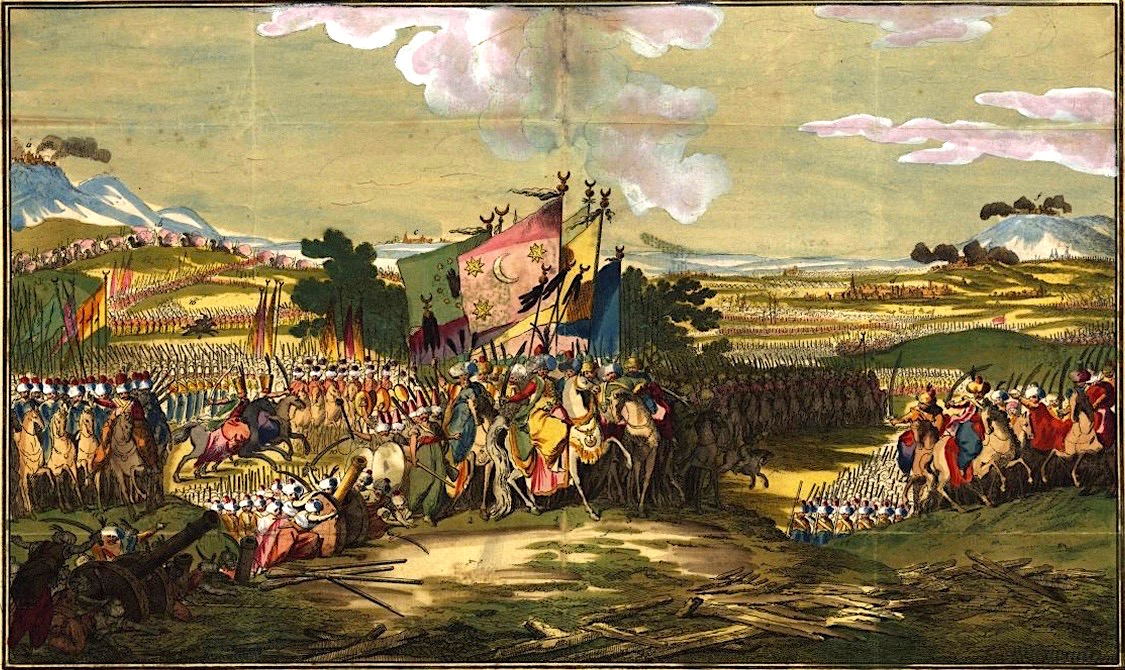
Türkische Hauptarmee bei Sofia (Bulgarien), Mai 1788.

Für den Kaiser wurde der Feldzug schnell zur Katastrophe, zudem erkrankte er an Tuberkulose. Andererseits bekam er es mit der türkischen Hauptarmee zu tun. Im August stieß diese über einen Karpatenpass nördlich Herkulesbad (Pasul Poarta Orientală) ins Banat vor. Statt ihr in die Flanke zu fallen, wie ihm Lacy riet, begnügte sich Joseph damit, dem Banater Korps zu Hilfe zu eilen, das sich hinter den erwähnten Pass zurückgezogen hatte. Nun drang eine andere feindliche Abteilung die Donau entlang ins Banat ein. Eine dritte drohte Joseph über Siebenbürgen in den Rücken zu fallen. Deshalb befahl er für den 17. September den nächtlichen Rückzug von Karánsebes. In dessen Verlauf lösten ein Streit um Branntwein und ein falscher Alarm Schießereien unter den Truppen und die Flucht des Trosses aus. Die Armee flutete in Unordnung bis nach Lugoj zurück. Der kranke Herrscher wurde von seinen Offizieren, ja sogar von seinem Reitknecht getrennt und musste sich eine Zeit lang mutterseelenallein durchschlagen.

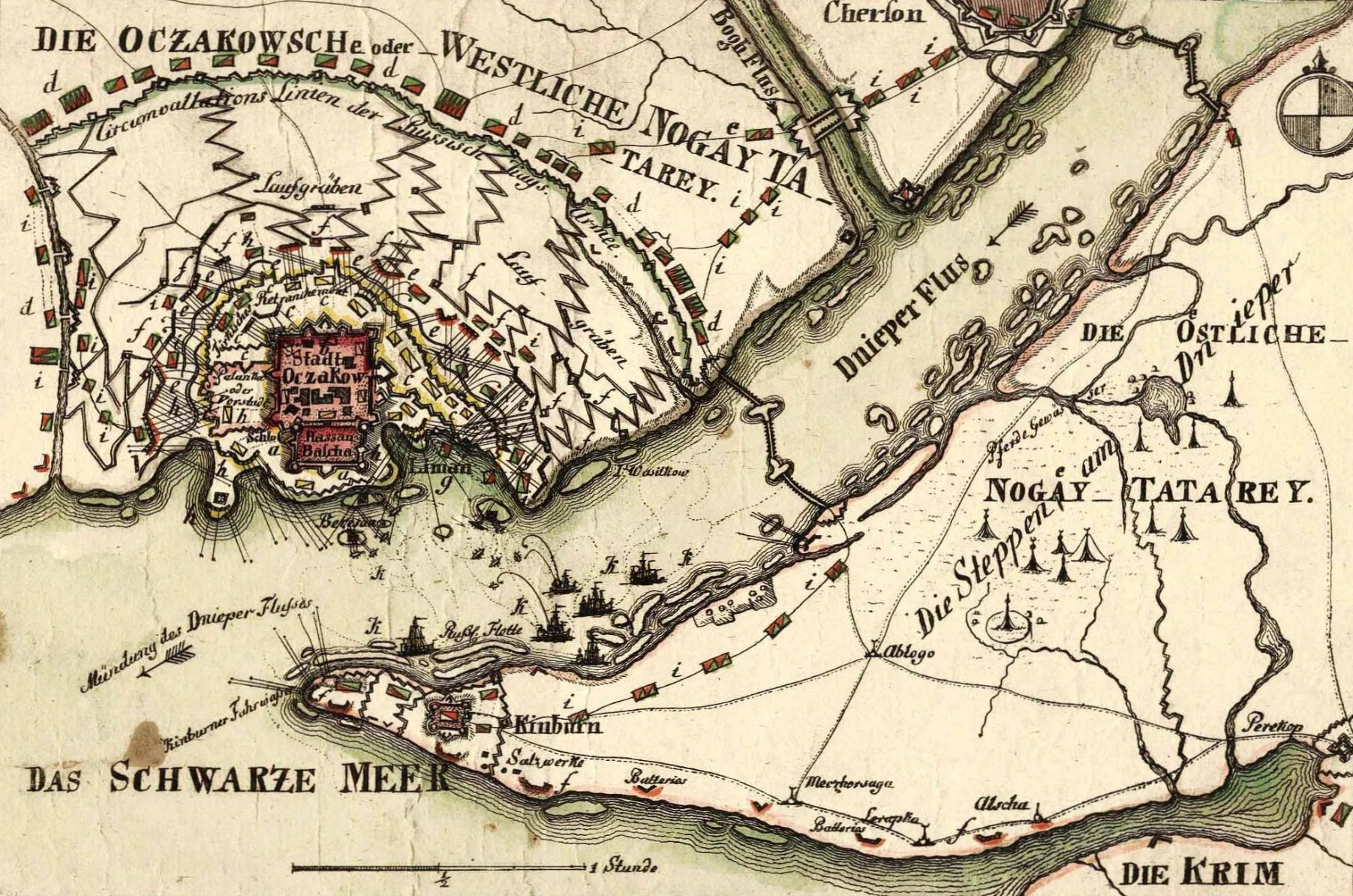
Russischer Belagerungsring
um Otschakiw an der Mündung
des Dnjepr, 1788.

Erst nachdem er im November 1788 einen dreimonatigen Waffenstillstand mit den Türken geschlossen hatte, kehrte Joseph II. im Dezember 1788 nach Wien zurück. Inzwischen waren die Türken zunächst wieder Richtung Serbien abgezogen. Das Bukowiner Korps unter Sachsen-Coburg hatte, von den Russen unterstützt, die Festung Chotyn erobert, das kroatische unter Laudon Dubica und Novi Grad (beide Bosnien). Doch der Feldzug hatte fast ebenso viel Geld gekostet wie der ganze Siebenjährige Krieg. Zusätzlich zu den Gefallenen waren 80.000 Mann an Krankheiten gestorben oder in türkische Sklaverei geraten.
Potjomkin gelang es am 17. Dezember nach langer Belagerung, Otschakow an der Mündung des Dnepr einzunehmen, dabei zeichnete sich besonders die Division unter General Suworow aus.

### Feldzug 1789

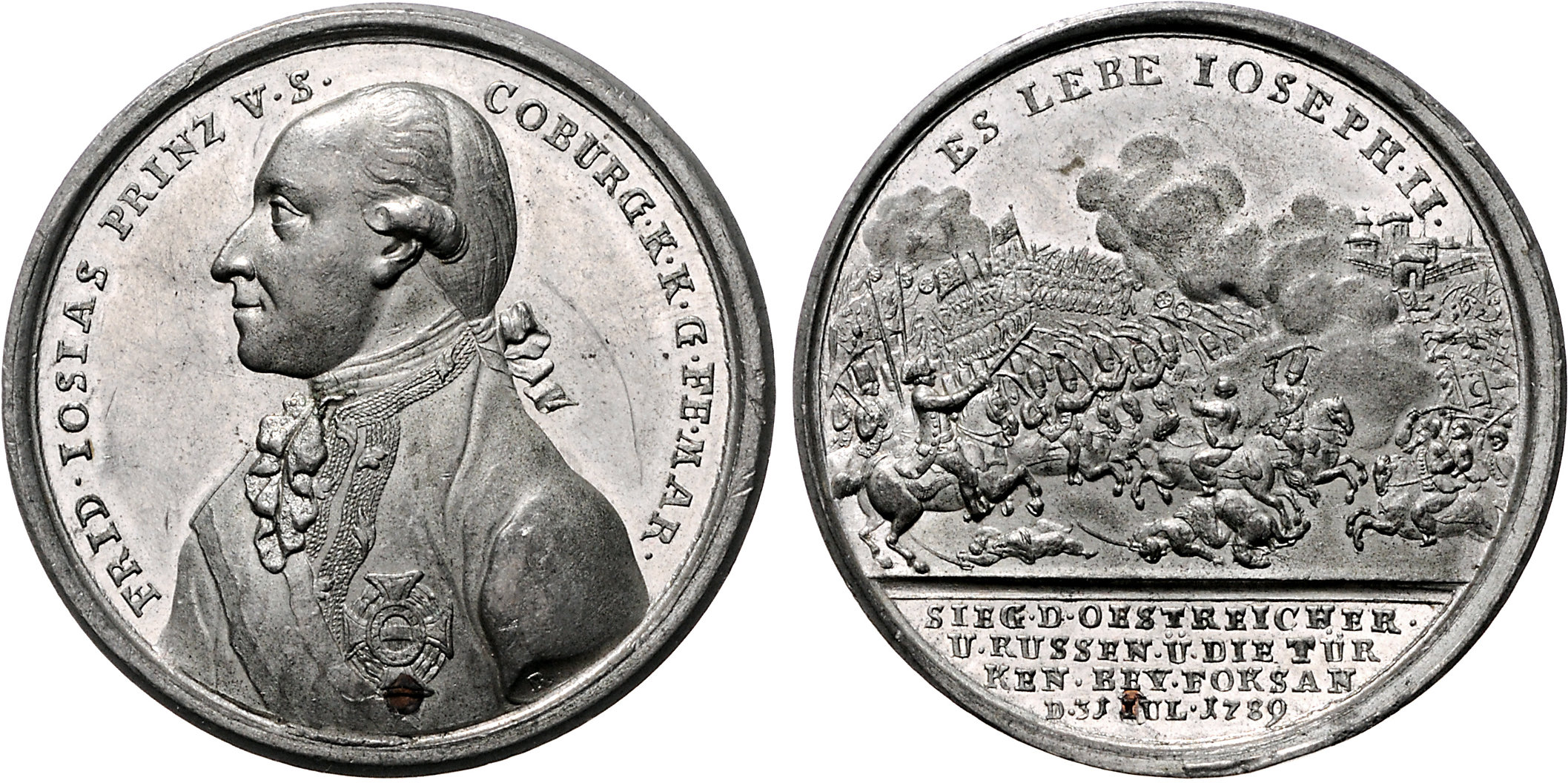
Es lebe Joseph II.: Sachsen-Coburg als Sieger von Focșani, 31. Juli 1789.

Fortan verließ Joseph II., der noch etwas mehr als ein Jahr zu leben hatte, Wien nicht mehr. Es war das Jahr der Französischen Revolution. Nicht nur in den Österreichischen Niederlanden, wo im Oktober die Brabanter Revolution ausbrach, sondern auch andernorts machte dem gesundheitlich angeschlagenen Kaiser Opposition gegen seine Reformen zu schaffen.
Der Türkenkrieg verlief jetzt im Allgemeinen erfolgreicher. Nach der Abberufung von Feldmarschall Rumjanzew leitete Potjomkin die neuen Operationen der russischen Südarmee in der Moldau. Das 1. Corps des Fürsten Repnin wurde am linken Ufer des Pruth bei Kozmeszti und auf dem rechten Ufer bei Mohila konzentriert. Das 2. Corps unter General Kretschetnikow deckte bei Kischenew, während das 3. Corps unter Suworow bei Birlad aufmarschierte. Zwischen Dnjestr und Pruth versammelte sich dagegen Ende Juni 1789 eine osmanische Armee von 20.000 Mann.
Das kaiserliche Galizische Korps des Prinzen von Coburg überschritt den Trotus-Abschnitt, rückte Anfang Juni in die Walachei vor und vereinigte sich mit den Russen. In der Moldau siegten Sachsen-Coburg und Suworow am 1. August in der Schlacht von Focșani.
Ein kaiserliches Korps unter FML Clerfait besiegte am 17. August 1789 die Türken in zwei siegreichen Gefechten bei Mehadia und Zczupanek und vertrieb sie aus dem Banat.

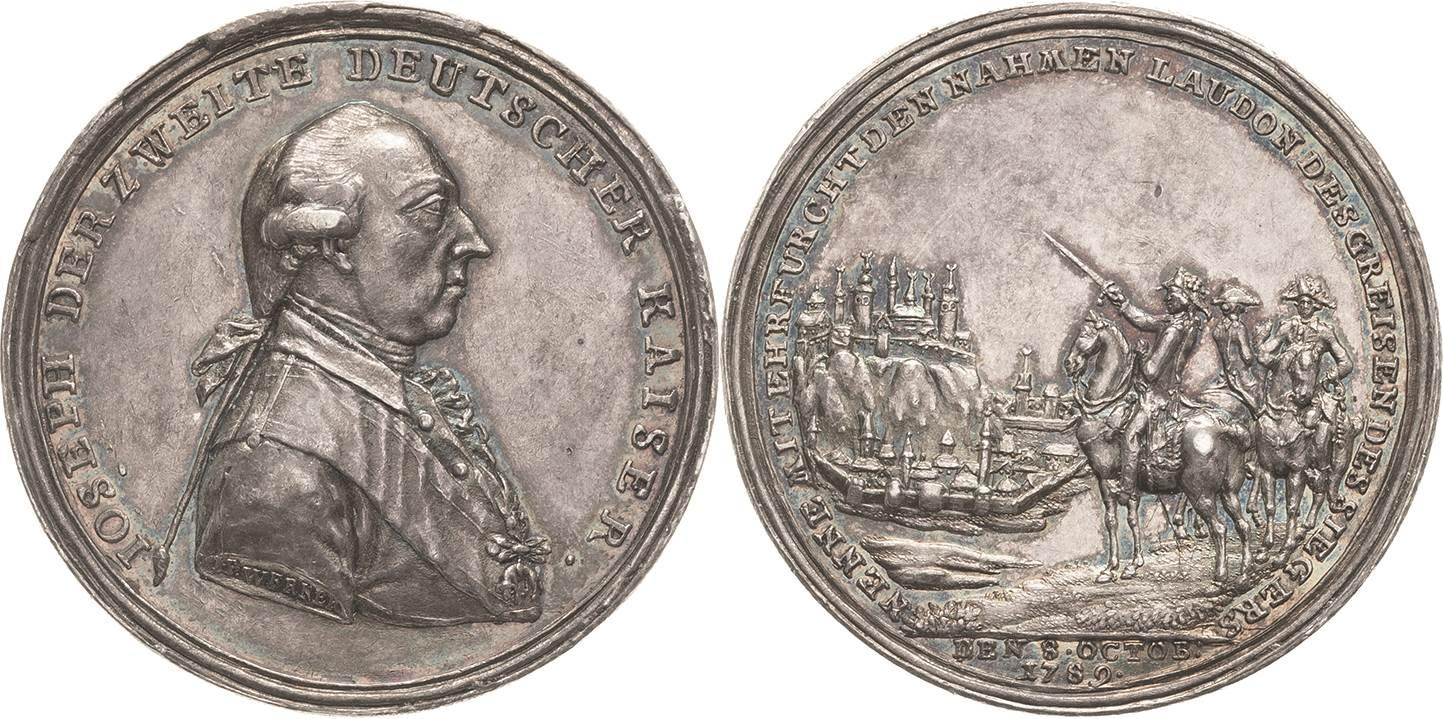
Einnahme Belgrads durch Laudon, 8. Oktober 1789. Avers: Der kranke, vorzeitig gealterte Kaiser.

Feldmarschall Loudon, der Gradiska erobert hatte, erhielt Anfang August vom Kaiser anstatt des erkrankten Feldmarschall Hadik den Oberbefehl über die Hauptarmee vor Belgrad. In der Moldau konzentrierten die Verbündeten unter dem Oberbefehl Suworows Anfang September etwa 25.000 Mann und 103 Geschütze gegen etwa 80.000 Türken unter Hasan Pascha und Kemenkesh Mustafa am Fluss Râmnic (russisch Rimnik) und siegten am 22. September in der Schlacht am Rimnik. Die österreichische Hauptarmee unter Feldmarschall Laudon konnte derweil am 8. Oktober 1789 die Belagerung von Belgrad siegreich abschließen.
Am 13. Oktober zwang Potjomkin die Festung Akkerman zur Übergabe; am 3. November kapitulierte auch Bender mit einer türkischen Garnison von 16.000 Mann. Potjomkin nahm sein Hauptquartier in Jassy, Suworows Truppen nahmen Winterquartier in Bârlad. Der neue Befehlshaber in Siebenbürgen, FML Fürst von Hohenlohe-Ingelfingen, schlug Gegenangriffe des Paschas von Rustschuk zurück und besiegte am 7. und 8. Oktober ein türkisches Corps bei Porcseny und Weideny. In der Walachei hatten die Truppen des Prinzen von Sachsen-Coburg am 10. November Bukarest und drei Tage später Craiova besetzt.

### Feldzug 1790
Im Frühling 1790 setzte sich das K. u. k. Kroatische Armeekorps unter dem Kommando von Feldzeugmeister Joseph Nikolaus Baron de Vins von Karlovac in Bewegung in die besetzten Gebiete von Türkisch-Kroatien. De Vins wollte mit diesem Feldzug die türkischen Einfälle ins Grenzgebiet stoppen, die von den Türken eroberten Teile Kroatiens, die Burg Cetin, sowie Furjan, Bužim, Ostrožac, Tržac und einige andere Stützpunkte befreien. Bis zum Juli war es seinem Korps gelungen einige Burgen und Festungen zurückzuerobern, unter anderen die bedeutende Burg Cetin, die mit etwa 4000 Mann vom General von Wallisch, Oberst Pejačević und Oberstleutnant Gyulay am 20. Juli eingenommen wurde.

### Friede von Värälä (1790)
Um Österreich zum Ausscheiden aus dem Krieg zu zwingen, schloss Friedrich Wilhelm II. von Preußen am 31. Januar 1790 ein Offensivbündnis mit dem Sultan. Nachdem Joseph II. am 19. Februar gestorben war, verbündete sich sein Bruder und Nachfolger Leopold II. am 27. Juli mit Friedrich Wilhelm (Reichenbacher Konvention). Im Juni besiegten die Schweden die russische Flotte. Damit war Sankt Petersburg erneut bedroht. Dass Dänemark Schweden den Krieg erklärte, rettete Russlands Hauptstadt. Am 14. August schlossen Gustav III. und Katharina II. den Frieden von Värälä (Finnland), der zu keinen territorialen Veränderungen führte.
Am 19. Juli 1790 besiegte die russische Flotte unter Admiral Uschakow eine überlegene türkische Landungsflotte in der Seeschlacht bei Kertsch und am 8. und 9. September 1790 ein türkisches Geschwader im Seegefecht bei Tendra (nordwestliches Schwarzes Meer).
Am 29. Oktober 1790 konnten die russische Landtruppen unter General Iwan Wassiljewitsch Gudowitsch und Möller-Sakomelski das befestigte Kilija erstürmen, die Ruderflotte unter General Jose de Ribas konnte am 18. (7.) November Tulcea und am 24. (13.) November Isaccea besetzen.
Die Türken versammelten ihre Hauptmacht ab Mitte November in der starken Festung von (Ismajil). Russische Truppen unter Suworow beendeten am 22. Dezember siegreich die Belagerung von Ismail, massakrierten nach der Erstürmung der Stadt jedoch zahlreiche Türken und Tataren.

### Friede von Swischtow (1791)
Leopold II. schloss am 4. August mit der Türkei den Separatfrieden von Swischtow (ältere Bezeichnung Sistowa) in Bulgarien. Er gab alle eroberten Gebiete preis und behielt nur Orsowa am Nordufer der Donau. Wie schon im Ersten Russisch-Österreichischen Türkenkrieg von 1736–1739 wurde der Kriegsaustritt Wiens in Sankt Petersburg als Verrat empfunden. Als Folge davon spielt die russische Geschichtsschreibung Österreichs Anteil an den militärischen Erfolgen herunter.
Die Russen setzten ihre Offensive darauf alleine fort. Fürst Potjomkin war beim Vormarsch auf Nikolajew an Malaria erkrankt (und starb daran am 16. Oktober 1791), sein Nachfolger als Oberbefehlshaber wurde Fürst Nikolai Repnin, dem es am 28. Junijul. / 9. Juli 1791greg. gelang, den Großwesir der Osmanen in der Schlacht von Măcin zu schlagen. Diese Niederlage, die gleichzeitige russische Eroberung von Anapa und die Niederlage der türkischen Flotte am 11. August 1791 in der Seeschlacht am Kap Kaliakra gegen Admiral Uschakow zwangen die Osmanen zur Unterzeichnung des Waffenstillstands von Galatz.
Der inzwischen an die Regierung gelangte Sultan Selim III. (1789–1807) zeigte darauf Friedensbereitschaft. Katharina II. tat ein Gleiches, nur Potjomkin opponierte. Nachdem Letzterer im Oktober gestorben war, stand einem Ende der Feindseligkeiten nichts mehr im Wege.

### Friede von Jassy (1792)
Im Frieden von Jassy (rumänisch Iași) in der Moldau vom 9. Januar 1792 erhielt das Osmanische Reich „Dakien“ zurück, anerkannte aber den Verlust der Krim und des Nordufers des Schwarzen Meeres bis zum Dnister. Die kaukasische Grenze Russlands blieb der Fluss Kuban.

## Auswirkungen auf das Osmanische Reich
Der Abzug von Truppen und Kriegsschiffen nach Europa führte 1791 zum Sturz des mit den Türken verbündeten Mamluken-Emirs Ismail Bey in Ägypten, seine Nachfolger Murad Bey und Ibrahim Bey errichteten ein von Konstantinopel unabhängiges Regime.
Durch die Einrichtung ständiger Botschaften in London und Wien (1794), Paris (1795) und Berlin (1796) wurde das Osmanische Reich enger mit dem europäischen Staatensystem verbunden.
Da der Krieg die Rückständigkeit der Militärverfassung gezeigt hatte, führte Selim III. eine Armeereform durch, neue Einheiten wurden nach europäischem Vorbild ausgerüstet und ausgebildet. Zur Finanzierung dieser Neuen Ordnung mussten die Steuern erhöht werden, außerdem fühlten sich traditionelle Einheiten wie die Janitscharen zurückgesetzt, beides führte 1807/08 zu einer Staatskrise.

## Gedenken
Joseph II. stiftete 1789 die Ehren-Denkmünze für Tapferkeit, die bis 1918 an Mannschaften und Unteroffiziere verliehen wurde. Sie war die erste Kriegsauszeichnung ihrer Art in Europa.